# Copa de la Lliga israeliana de bàsquet
La Copa de la Lliga israeliana de bàsquet (Hebreu: גביע הליגה בכדורסל) és una competició de bàsquet a Israel organitzada des del 2006. És juga a principi de temporada una setmana abans de començar la Superliga israeliana.
La disputen els 8 primers equips classificats de la lliga anterior enfrontats a eliminatòries d'un únic partit.

## Historial
| Any  | Guanyador             | Finalista             | Resultat |
| ---- | --------------------- | --------------------- | -------- |
| 2006 | Ironi Ashkelon        | Maccabi Rishon LeZion | 79–73    |
| 2007 | Maccabi Tel Aviv      | Hapoel Jerusalem      | 93–74    |
| 2008 | Hapoel Jerusalem      | Ironi Nahariya        | 84–69    |
| 2009 | Hapoel Jerusalem      | Maccabi Tel Aviv      | 86–80    |
| 2010 | Maccabi Tel Aviv      | Hapoel Jerusalem      | 87–77    |
| 2011 | Maccabi Tel Aviv      | Hapoel Holon          | 78–74    |
| 2012 | Maccabi Tel Aviv      | Maccabi Ashdod        | 75–65    |
| 2013 | Maccabi Tel Aviv      | Hapoel Jerusalem      | 88–77    |
| 2014 | Hapoel Jerusalem      | Maccabi Tel Aviv      | 81–78    |
| 2015 | Maccabi Tel Aviv      | Hapoel Eilat          | 87–80    |
| 2016 | Hapoel Jerusalem      | Maccabi Tel Aviv      | 77–62    |
| 2017 | Maccabi Tel Aviv      | Ironi Nahariya        | 93–79    |
| 2018 | Maccabi Rishon LeZion | Hapoel Be'er Sheva    | 78–66    |
| 2019 | Hapoel Jerusalem      | Maccabi Tel Aviv      | 84–83    |

## Guanyadors per nombre de victòries
| Club                  | Guanyador | Finalista |
| --------------------- | --------- | --------- |
| Maccabi Tel-Aviv      | 7         | 4         |
| Hapoel Jerusalem      | 5         | 3         |
| Maccabi Rishon LeZion | 1         | 1         |
| Ironi Ashkelon        | 1         | 0         |
| Ironi Nahariya        | 0         | 2         |
| Maccabi Ashdod        | 0         | 1         |
| Hapoel Holon          | 0         | 1         |
| Hapoel Eilat          | 0         | 1         |
| Hapoel Be'er Sheva    | 0         | 1         |